# Megerlina pisum
Megerlina pisum är en armfotingsart som först beskrevs av Jean-Baptiste Lamarck 1819.  Megerlina pisum ingår i släktet Megerlina och familjen Kraussinidae. Inga underarter finns listade i Catalogue of Life.